# Gradella
Gradella (en crémonais (it) : Gardella) est une frazione de la commune de Pandino, dans la province de Crémone, en Lombardie (Italie).

## Histoire
Gradella est un petit village dont l'origine remonte au haut Moyen Âge (entre le VIIIe et le IXe siècle et était le siège de la paroisse.
Le village qui, en 1861 comptait 359 habitants, fut annexé — en même temps que Nosadello (it) — à la commune de Pandino après l'unification de l'Italie,.
Durant les années 1930, la propriété de Gradella est passée au comte Aymo Maggi, célèbre pour être l'un des créateurs et organisateurs de la course automobile des Mille Miglia.
Durant de la Seconde Guerre mondiale, le hameau a été partiellement utilisé comme camp de détention pour les soldats britanniques et du Commonwealth, qui furent réquisitionnés pour le travail agricole.
En 1982, la comtesse Camilla Martinoni Caleppio, veuve d'Aymo Maggi, vend toutes ses propriétés de Gradella (dont la villa Maggi), mettant ainsi fin à la présence séculaire dans le village de cette famille noble qui a fait construire les écoles dont la maternelle, l'aqueduc, les bains publics et un centre sportif. La place de Gradella lui est aujourd'hui dédiée. La propriété passe ainsi à un propriétaire privé, qui la revend après quelques années aux propriétaires actuels.

## Lieux et monuments
- Église de la Sainte Trinité et de Saint-Bassian, du XIXe siècle.
- Villa Maggi, bâtiment construit durant le XVIIe siècle sur un bâtiment préexistant du XVIe siècle, avec un très beau parc.

## Personnalités liées à la commune
- Egidio Miragoli (1955-), évêque de Mondovi depuis le 29 septembre 2017.